# Giovanni Battista Gaulli

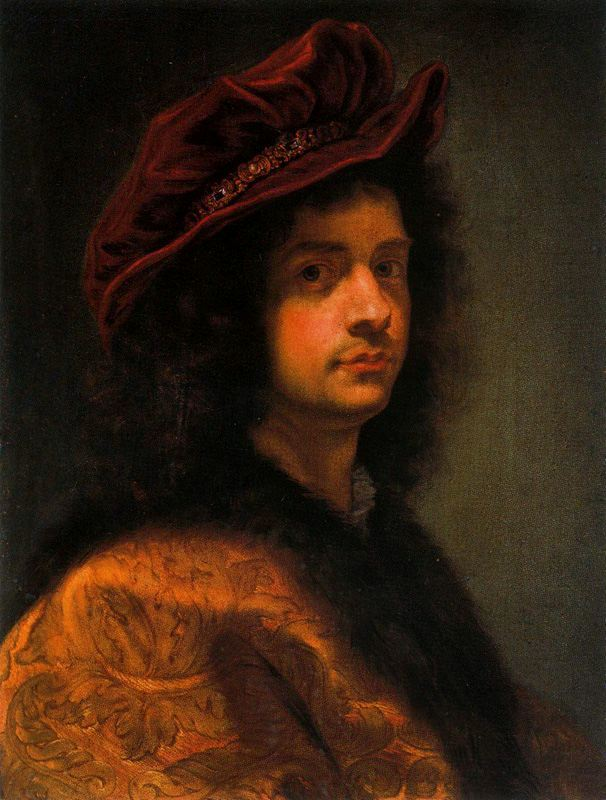
Il Baciccia: Selbstporträt, ca. 1668 (Corridoio de Vasari, Uffizien, Florenz)

Giovanni Battista Gaulli, genannt il Baciccia oder Baciccio (* 8. Mai 1639 in Genua; † 2. April 1709 in Rom), war ein italienischer Maler und Freskant und ein Hauptmeister des römischen Hochbarock. Sein Spitzname Baciccia ist im Italienischen eine humorvolle Bezeichnung für einen Genueser (oder für einen dicken, trägen Menschen).

## Leben
Er wurde als Sohn von Lorenzo Gaulli in Genua geboren und am 10. Mai 1639, zwei Tage nach seiner Geburt, in der Kirche San Siro getauft.
Nach derzeitigem Wissensstand herrscht über Baciccias Ausbildung Unklarheit: dass er die Anfangsgründe der Malerei bei Luciano Borzone (1590–1645) erlernte, wie Ratti (S. 75) behauptete, ist relativ unwahrscheinlich, weil er bei Borzones Tod höchstens sechs Jahre alt war. Möglicherweise begann Gaulli aber bei einem anderen Mitglied der Borzone-Familie mit der Malerei (Giovanni Battista (gest. 1657) oder Francesco Maria (1625–1679)). In Genua konnte er außerdem früh Werke von Rubens, Van Dyck, Guido Reni oder Bernardo Strozzi kennenlernen, sowie die Fresken bedeutender örtlicher Künstler wie Giovanni und Giovanni Battista Carlone oder Valerio Castello.

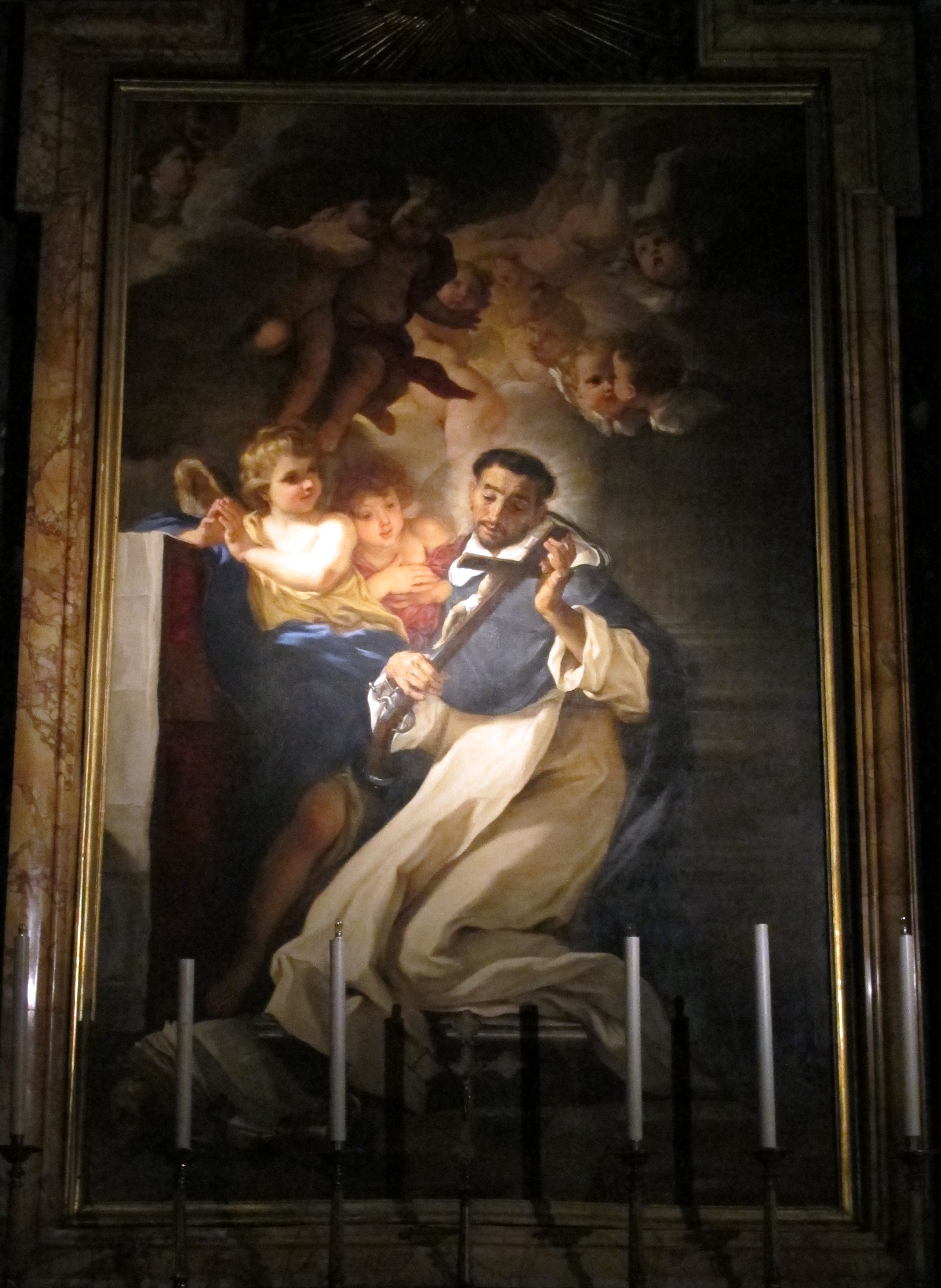
Ekstase des hl. Louis Bertrand, 1673 (Santa Maria sopra Minerva, Rom)

Nachdem Giovanni Battista Gaulli bei der Pestepidemie im Jahr 1657 seine ganze Familie verloren hatte, ging der 18-Jährige nach Rom, wo er mit Hilfe des genuesischen Botschafters Agostino Franzoni in der Werkstatt eines „französischen Malers“ („pittore franzese“) Aufnahme fand, dessen Identität nicht geklärt ist. Enggass (The painting…, 1964, S. 2) vermutete, dass es sich dabei um Guillaume Courtois, genannt il Borgognone, gehandelt haben könnte; Newcome und Schleier (1985, S. 94) dagegen schlugen Francesco Maria Borzone vor, der lange in Frankreich tätig war und sich zu dieser Zeit in Rom aufhielt. Einen ganz offensichtlichen wichtigen Einfluss auf Gaullis eigene Malerei hatten auch die Werke Pietro da Cortonas, sowohl bezüglich der Figuren, als auch der leuchtend satten und üppigen Farben.
Giovanni Battista Gaulli heiratete 1662 Caterina Murani, mit der er vier gemeinsame Kinder hatte, darunter der Sohn Alessandro, der Architekt wurde. Im selben Jahr wurde Gaulli Mitglied in der Künstlergilde Roms, der Accademia di San Luca; sein steigendes künstlerisches Ansehen lässt sich an den immer prestigeträchtigeren Posten ablesen, die er in dieser Institution einnahm, bis hin zum principe (Leiter) im Jahr 1673.
Um 1664 zog Gaulli in das Haus des genuesischen Kunsthändlers Pellegrino Peri.
Seine ersten Erfolge feierte er vor allem als Porträtist, wobei ihm eine wahrscheinlich schon in Genua erworbene Schulung an Bildnissen von Van Dyck zugutekam. Er malte im Laufe seines Lebens nicht nur zahlreiche Bildnisse der römischen Aristokratie und bedeutender Kardinäle, sondern auch die Porträts der jeweiligen Päpste, darunter Alexander VII. Chigi oder Clemens IX. Seine Porträts zeichnen sich durch große Lebendigkeit aus und fangen die dargestellte Person oft scheinbar mühelos und mit liebenswertem Humor in einem Augenblick der Spontaneität ein; sie wurden schon von den Zeitgenossen für ihre „energia e vivezza“ gerühmt.

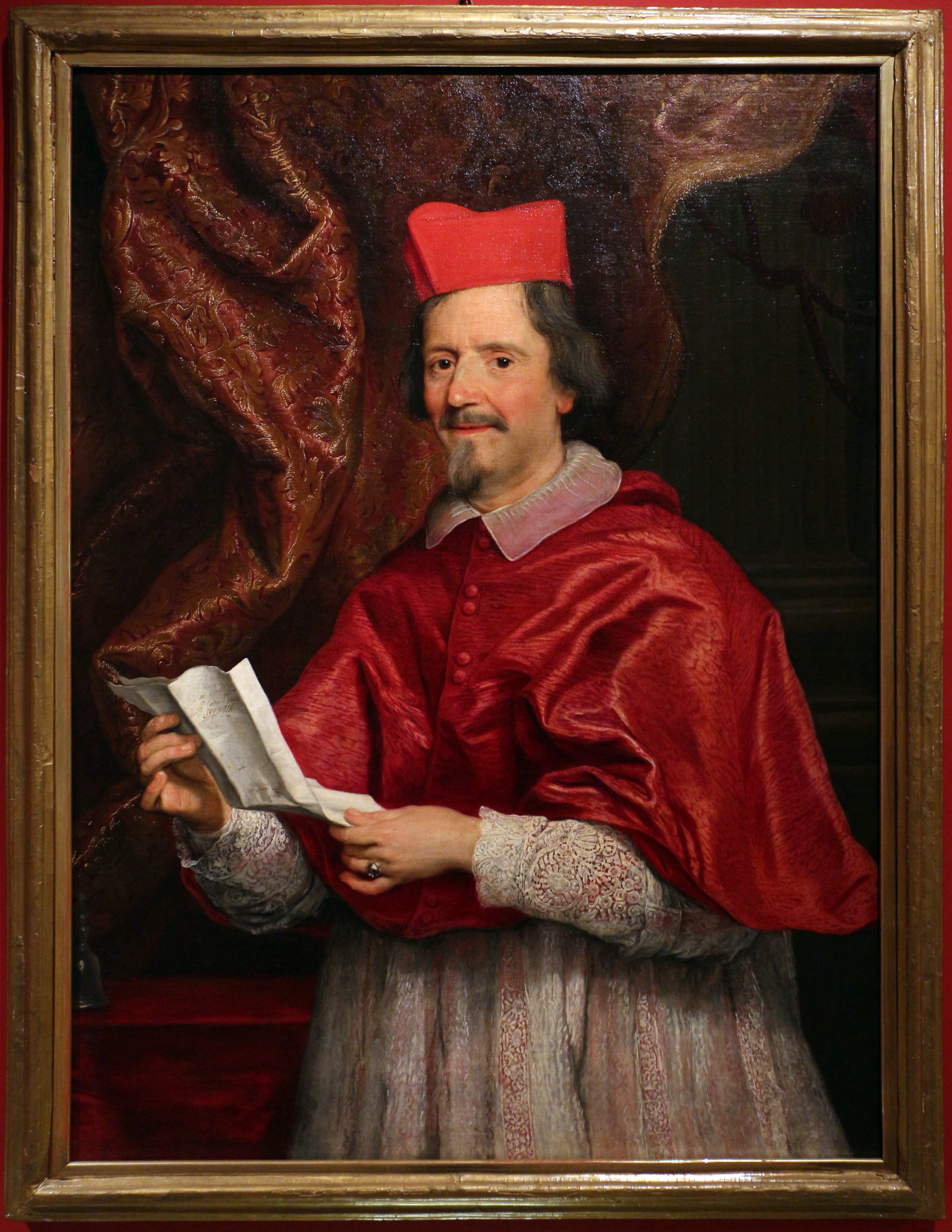
Bildnis des Kardinals Giulio Spinola, 1668, Fondazione Cavallini Sgarbi (hier: Ausstellung in Osimo, 2016)

Daneben schuf er auch religiöse und mythologische Gemälde für Privatkunden im In- und Ausland. Auch Kardinal Flavio Chigi, ein kunstsinniger Neffe von Alexander VII., gab mehrere Gemälde bei Baciccia in Auftrag, nicht nur religiöse, wie eine Himmelfahrt Mariä (1667; Collezione Crespi, São Paulo (Brasilien)) und einen toten Christus (Galleria nazionale d’arte antica, Rom), sondern auch erotische Themen wie das Oval Diana und Endymion (1668) für das Schlafzimmer des Kardinals (heute im Palazzo Chigi, Rom).
Ein besonderer Glücksfall für den jungen Maler war seine Bekanntschaft mit dem berühmten Bildhauer und Architekten Gian Lorenzo Bernini, den er 1666 porträtierte; dieses Bildnis gilt heute als verloren (Canestro Chiovenda, 1969, S. 231), aber es ist ein Porträt Berninis von Baciccias Hand erhalten, dass auf die Zeit um 1673 datiert wird und sich heute in der Galleria nazionale d’arte antica in Rom befindet. Bernini förderte den talentierten jungen Mann und es entspann sich eine bis zum Tode des Älteren währende freundschaftliche und fruchtbare Zusammenarbeit der beiden Künstler.
Baciccias erstes bedeutendes öffentliches Werk waren die zwischen 1666 und 1671 entstandenen Figuren der Tugenden in den Kuppelpendentifs der Kirche Sant’Agnese in Agone, die er im Auftrag der Familie Pamphilj malte. Während dieser Zeit reiste er 1669 an den Hof der Este nach Modena und vor allem nach Parma, um sich durch das Studium der Fresken von Correggio weiterzubilden.
Für Papst Clemens X. Altieri malte er um 1671–72 die Lünette mit der Glorie der hl. Dreifaltigkeit für die Familienkapelle der Altieri in Santa Maria sopra Minerva, und für dieselbe Kirche ein Altarbild mit der Extase des hl. Louis Bertrand, das mit seiner raffinierten Behandlung von Licht und Schatten zu seinen Meisterwerken gehört (siehe Abb. oben).
Um 1672 entstand unter seiner Leitung die Freskendekoration in der römischen Kirche Santa Marta; zu den beteiligten Künstlern gehörten Girolamo Troppa und Paolo Albertoni, die nach den Entwürfen Baciccias arbeiteten. Er selber malte wahrscheinlich nur die Glorie der hl. Martha, zu der sich ein Bozzetto in der Galerie des Palazzo Spinola in Genua erhalten hat.

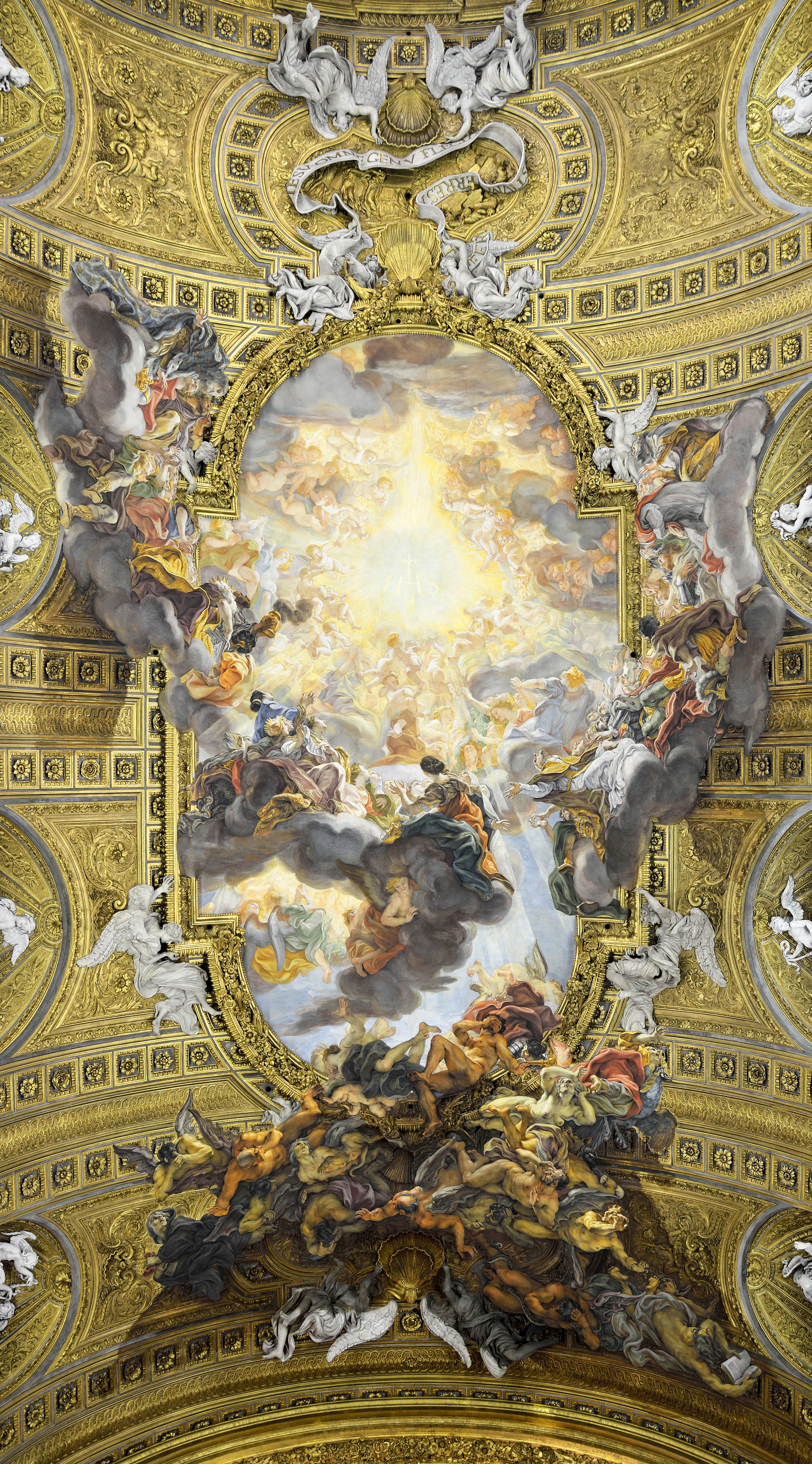
Triumph des Namens Jesu, Deckenfresko in Il Gesù, Rom (ca. 1676–79)

Die Dekoration in Santa Marta gefiel dem General der Jesuiten, Giovanni Paolo Oliva (einem geborenen Genueser) so sehr, dass er Baciccia 1672 mit dem wichtigsten Auftrag seines Lebens betraute: Für eine Summe von 12 000 Scudi sollte er die Gewölbe und die Kuppel in der Kirche Il Gesù freskieren. Auch Bernini selber hatte Oliva – der anfangs nicht sicher war, welchen Maler er wählen sollte und zwischen Baciccia, Giacinto Brandi, Ciro Ferri und Carlo Maratta hin und her schwankte – ermutigt und soll auch eigene Vorschläge eingebracht haben. Die im wahrsten Sinne des Wortes strahlenden Fresken in Il Gesù sind Baciccias ganz großes Meisterwerk und sichern ihm einen bedeutenden Platz in der Geschichte der Malerei. Sie entstanden in jahrelanger Arbeit und in mehreren Etappen: Zu Ostern 1675 war das Kuppelfresko mit dem Paradies fertig, bei dessen Komposition Correggios Fresken im Dom zu Parma Pate standen. Am 31. Dezember 1679 wurde das besonders spektakuläre Gewölbefresko im Kirchenschiff mit dem Triumph des Namens Jesu für das Publikum eröffnet, bei dem es ihm gelang, ein überwältigendes himmlisches Licht darzustellen. Von großer malerischer Virtuosität zeugen seine „sotto-in-su“-Ansichten und Verkürzungen. Durch raffinierte Überlappungen von Fresken und Stuckdekor verschwimmen die Grenzen zwischen himmlischer Sphäre und Architektur bzw. realer Ebene; der Stuck wurde nach Entwürfen Baciccias von Antonio Raggi und Leonardo Reti geschaffen. Die weiteren Arbeiten in Il Gesú zogen sich noch bis 1685 hin, als Baciccia die Glorie des hl. Ignatius im linken Querschiff von Il Gesù beendete (Bozzetto in der Galleria nazionale d’arte antica, Rom). Nur die Fresken im rechten Querschiff wurden bereits ab 1674 dem ebenfalls aus Genua stammenden Maler Giovanni Andrea Carlone anvertraut, der nach einem Bozzetto Baciccias mit der Glorie des hl. Franz Xaver arbeitete. Ein ursprünglich geplantes Altarbild mit der Vision des hl. Ignatius und der verkrüppelten Frau wurde nie realisiert; es sind aber auch dazu Bozzetti von Baciccia im Worcester Art Museum und in einer Privatsammlung in Washington erhalten (Graf, 1992, S. 188 f).
Nicodemus Tessin, der sich 1687–88 in Rom aufhielt, behauptete, Baciccia habe letztlich 22 000 Scudi für die Fresken in Il Gesù bekommen, habe sich aber trotzdem beklagt, dass er daran so gut wie nichts verdient habe, wegen der hohen Kosten des verwendeten Materials, darunter auch ziemlich viel Gold.

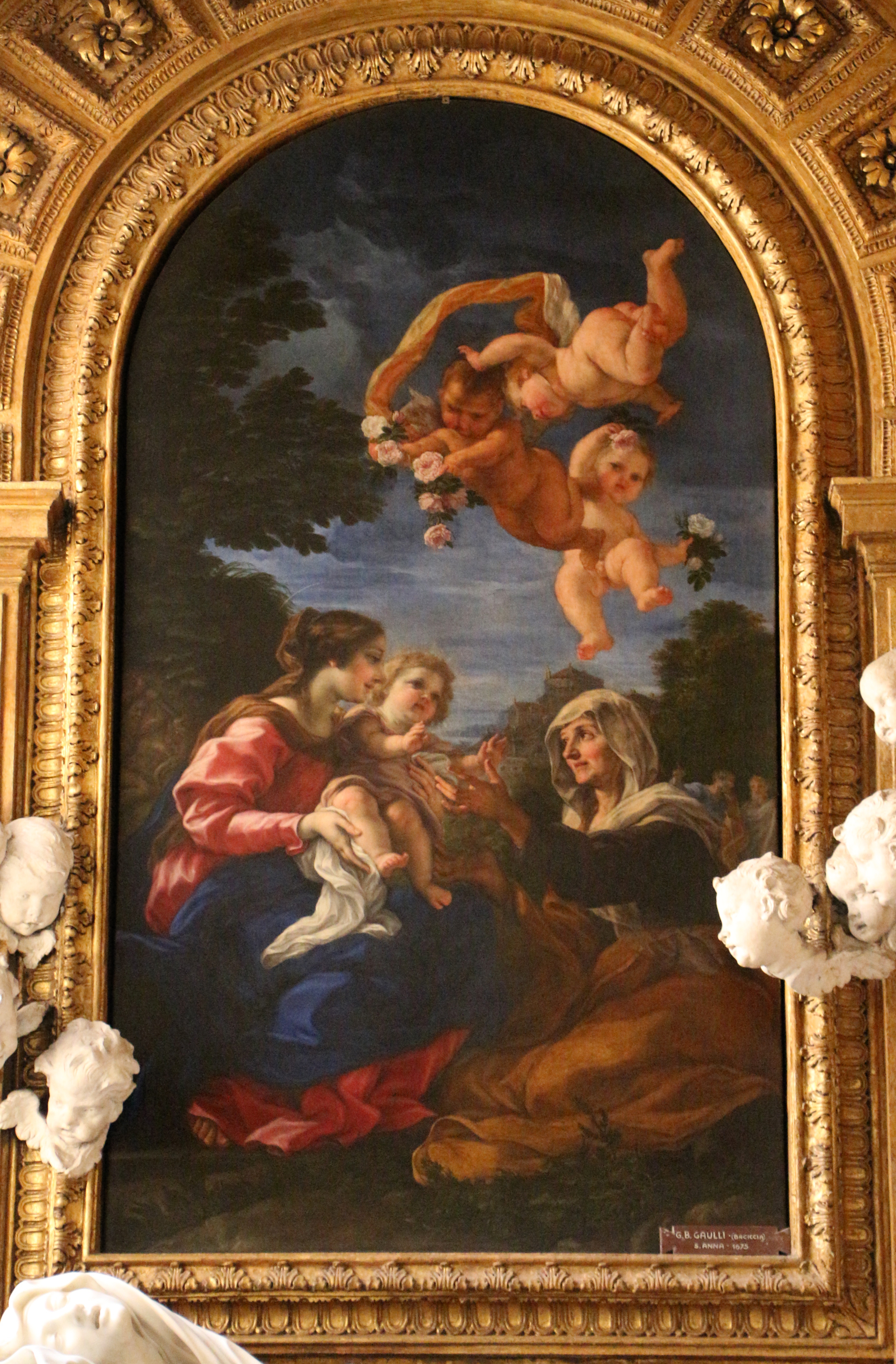
Madonna mit Kind und der hl. Anna (1675) in der Cappella Albertoni der Kirche San Francesco a Ripa

Neben diesem großen Projekt malte Baciccia viele Ölgemälde für Kirchen Roms und seiner Umgebung und für verschiedene Mäzene. Auch dabei tendierte er zu leuchtenden Farben, Lieblichkeit und zu teilweise spektakulären Lichteffekten. Zu seinen bedeutendsten Altarbildern zählt die Madonna mit Kind und der hl. Anna (1675) in der Cappella Albertoni der Kirche San Francesco a Ripa. Diese entstand in direkter Kollaboration mit Bernini und bildet eine perfekte ästhetische Einheit mit dessen Marmorskulptur der Seligen Ludovica Albertoni. Zu den Meisterwerken aus derselben Schaffenszeit gehört auch der 1676 entstandene Tod des hl. Franz Xaver in der kleinen Kirche Sant’Andrea al Quirinale (erste Kapelle rechts); für dieselbe Kapelle malte er ungefähr dreißig Jahre später noch die beiden Bilder Der hl. Franz Xaver tauft die Königin von Bungo (1704) und Die Predigt des hl. Franz Xaver (1709).
Reiche Ausländer, die auf Grand Tour in Italien waren, erwarben ebenfalls Werke des mittlerweile berühmten Malers, so nahm beispielsweise John, der 5. Graf von Exeter, um 1684–85 Baciccias Bilder Die drei Marien am Grabe Christi (Fitzwilliam Museum, Cambridge) und Christus im Hause des Simon (Burghley House, Stanford) mit nach England.
Während der 1680er Jahre veränderte sich Gaullis Stil, wahrscheinlich unter Einfluss der klassizistischen Tendenzen, die durch Carlo Maratta in der römischen Malerei Mode wurden. Seine bis dahin warmen, leuchtenden und satten Farben wurden nun etwas kühler, das Inkarnat der Figuren „opaker“, der Rhythmus der Kompositionen gemäßigter. Teile der Kritik sehen in diesem Spätstil eine Vorwegnahme des Rokoko. Bemerkbar macht sich diese Entwicklung bereits in der Maria Immacolata mit den Hl. Franziskus und Clara (1680–86) in Santa Margherita in Trastevere (Rom). Noch deutlicher ist es dann unter anderem in der Enthaltsamkeit des Scipio (1687–88) im Palazzo Doria (via Garibaldi) in Genua.

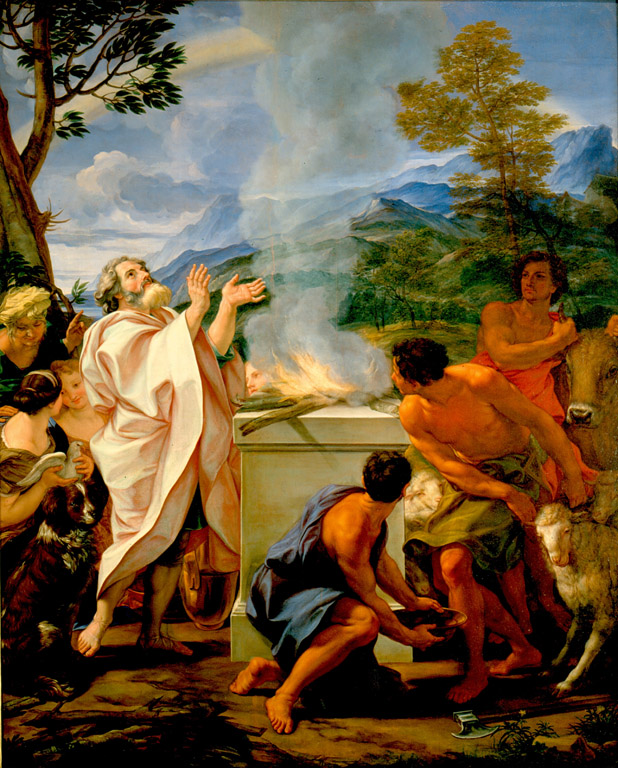
Das Dankesopfer Noahs, um 1700, High Museum of Art

1693 wollte der Senat seiner Heimatstadt Genua Baciccia für die Dekoration der Sala del Maggior Consiglio im Palazzo Ducale gewinnen, und der Maler hatte auch bereits ein heute verlorenes Bozzetto mit dem Triumph Liguriens angefertigt, das Ratti 1760 noch im Hause von Giulio Gaulli, Giovanni Battistas Sohn, gesehen hat. Aber die Verhandlungen blieben am Ende ergebnislos, wahrscheinlich weil man sich nicht über den Preis einigen konnte. Entwürfe für diese Dekoration sind im Kunstmuseum in Düsseldorf erhalten (Schaar, S. 53–66).
Gaulli schuf auch viele Vorzeichnungen für Kupferstiche, die vor allem von Robert de Audenaerde gestochen wurden. Auch entwarf er Frontispize zu Opernlibretti für das Privattheater des Kardinals Pietro Ottoboni junior, unter anderem für die 1690 aufgeführte Oper Il Colombo, overo L’India scoperta (siehe: Baciccio illustratore, 1994, S. 10–18). Für Ottoboni malte er auch eine Diana auf der Jagd.
Baciccias letztes bedeutendes Werk waren die Deckenfresken mit dem Triumph der franziskanischen Religion in der Kirche SS. Apostoli in Rom, die der 68-Jährige im Jahr 1707 im Auftrag von Kardinal Giorgio Corner in nur 50 Tagen geschaffen haben soll (Ratti, S. 85).
Zuletzt arbeitete er für Papst Clemens XI. Albani an Entwürfen zu den Mosaiken der kleinen Kuppel im Vestibül zur Taufkapelle des Petersdoms im Vatikan; dieses Projekt musste jedoch von Francesco Trevisani übernommen und fertiggestellt werden.
Giovanni Battista Gaulli, genannt il Baciccia, starb am 2. April 1709 und wurde in der Kirche San Tommaso in Parione bestattet.

## Bildergalerie

Il Baciccia: Porträts
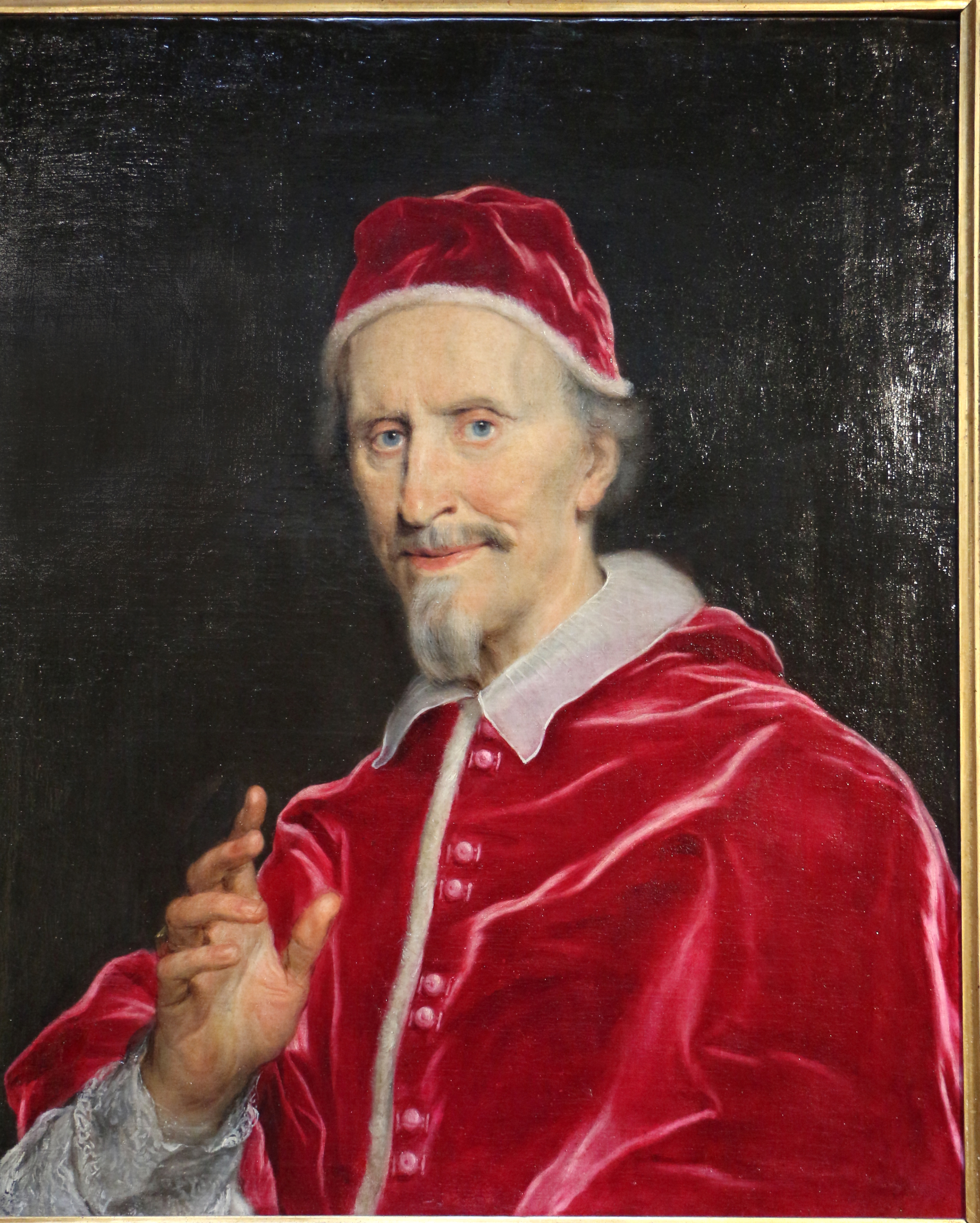
Papst Clemens IX. Rospigliosi, 1667–1669 (Palazzo Chigi, Ariccia)
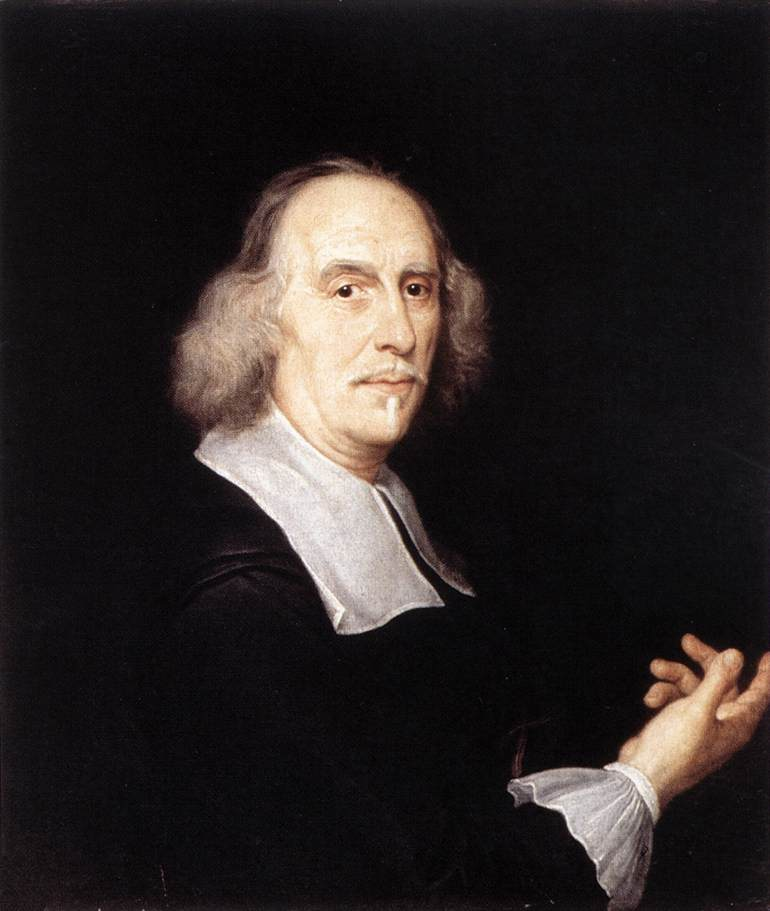
Porträt des Gian Lorenzo Bernini, 1665 (?) (Galleria Nazionale di Arte antica, Rom)
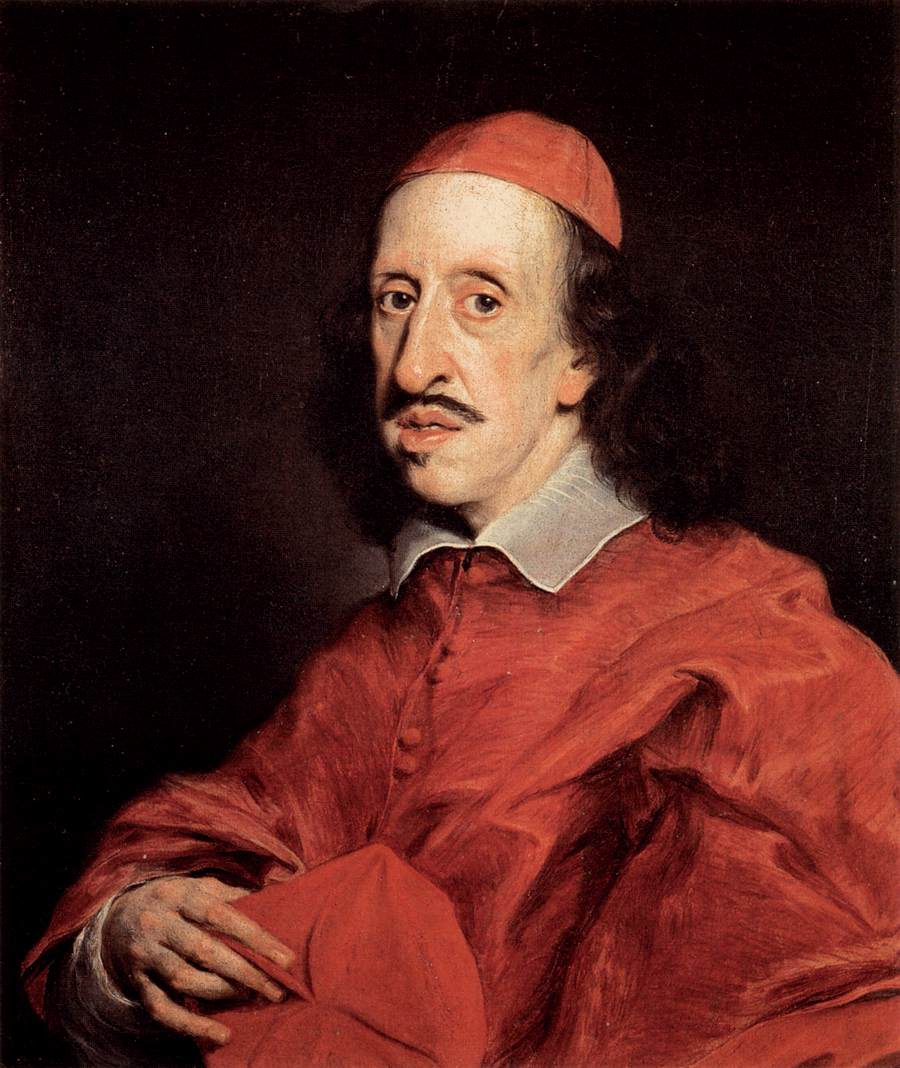
Kardinal Leopoldo de’ Medici (Uffizien, Florenz)
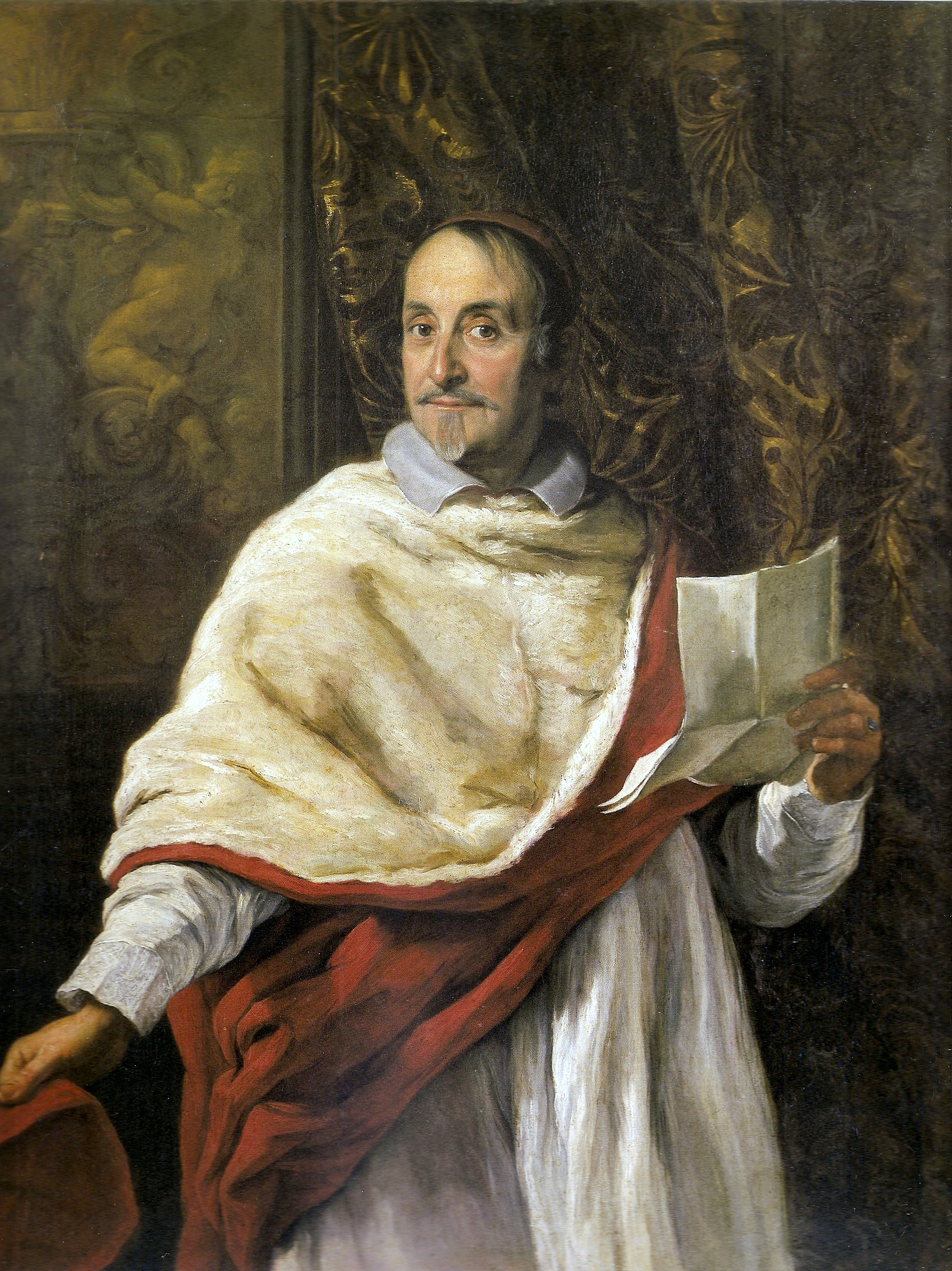
Kardinal Luigi Alessandro Omodei, um 1670 (Museu Nacional de Belas Artes (MNBA), Rio de Janeiro)
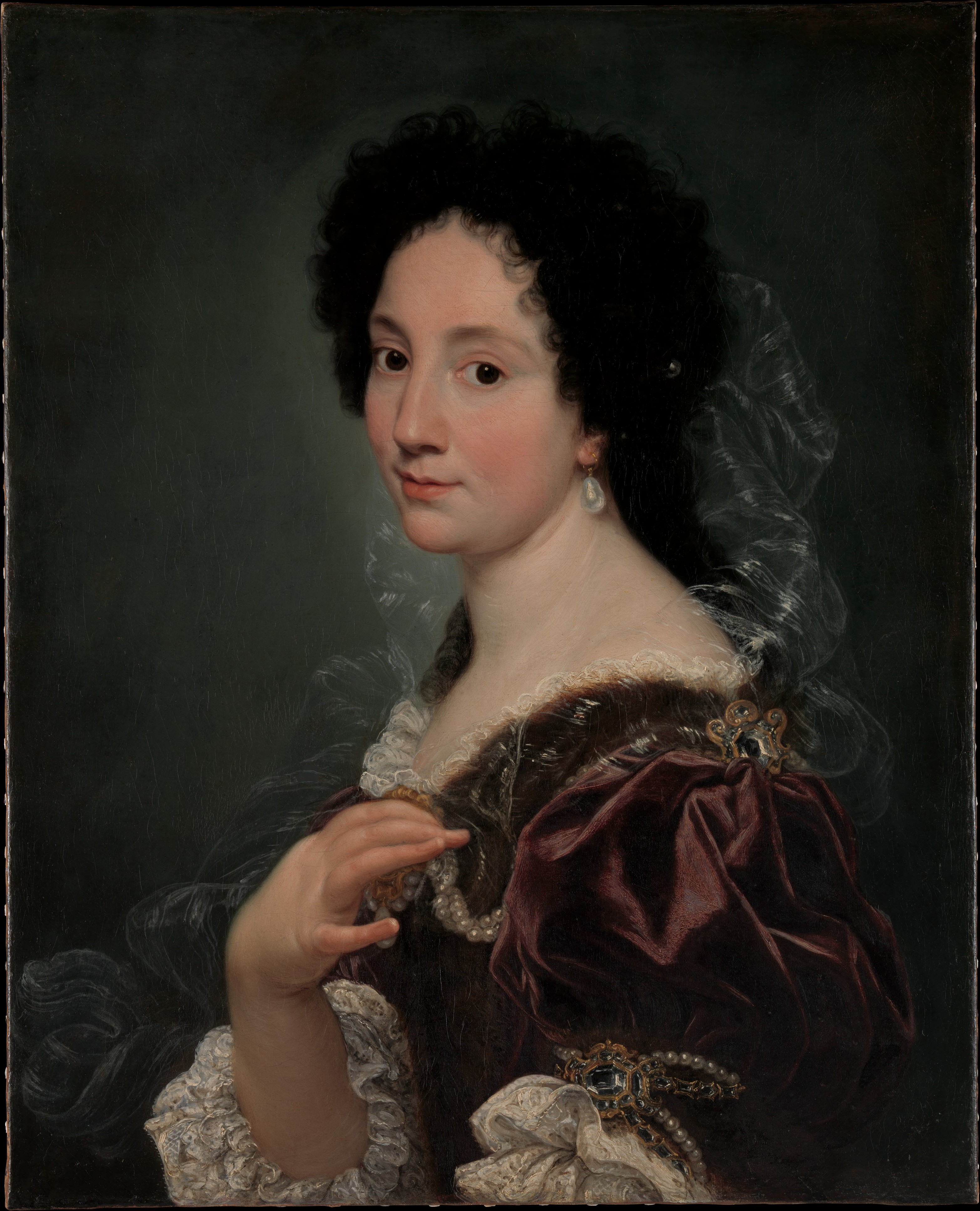
Porträt einer Dame, 1670er Jahre (Metropolitan Museum of Art, New York)
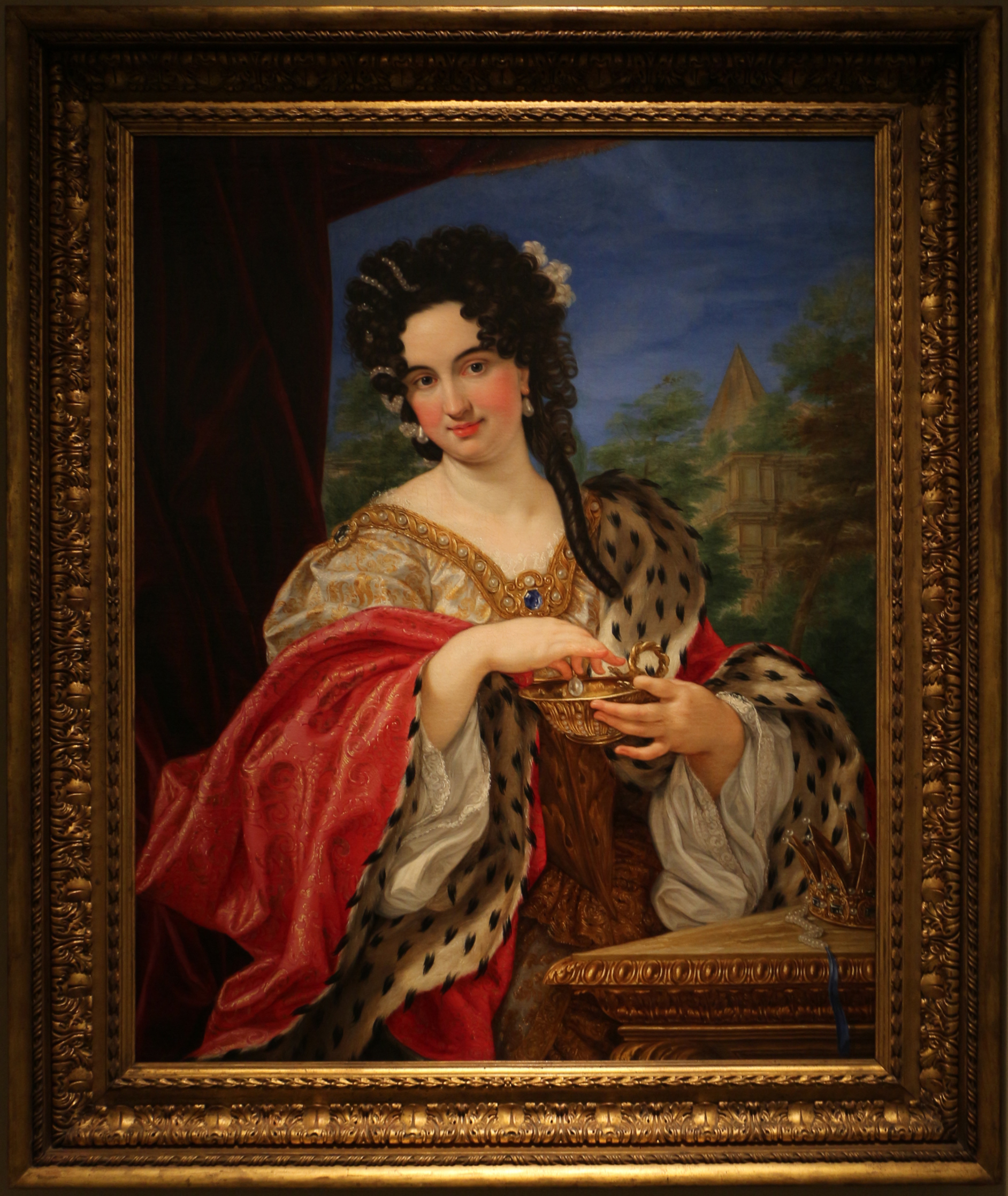
Giulia Massimo als Cleopatra, um 1680 (Privatsammlung)

Il Baciccia: Ölgemälde
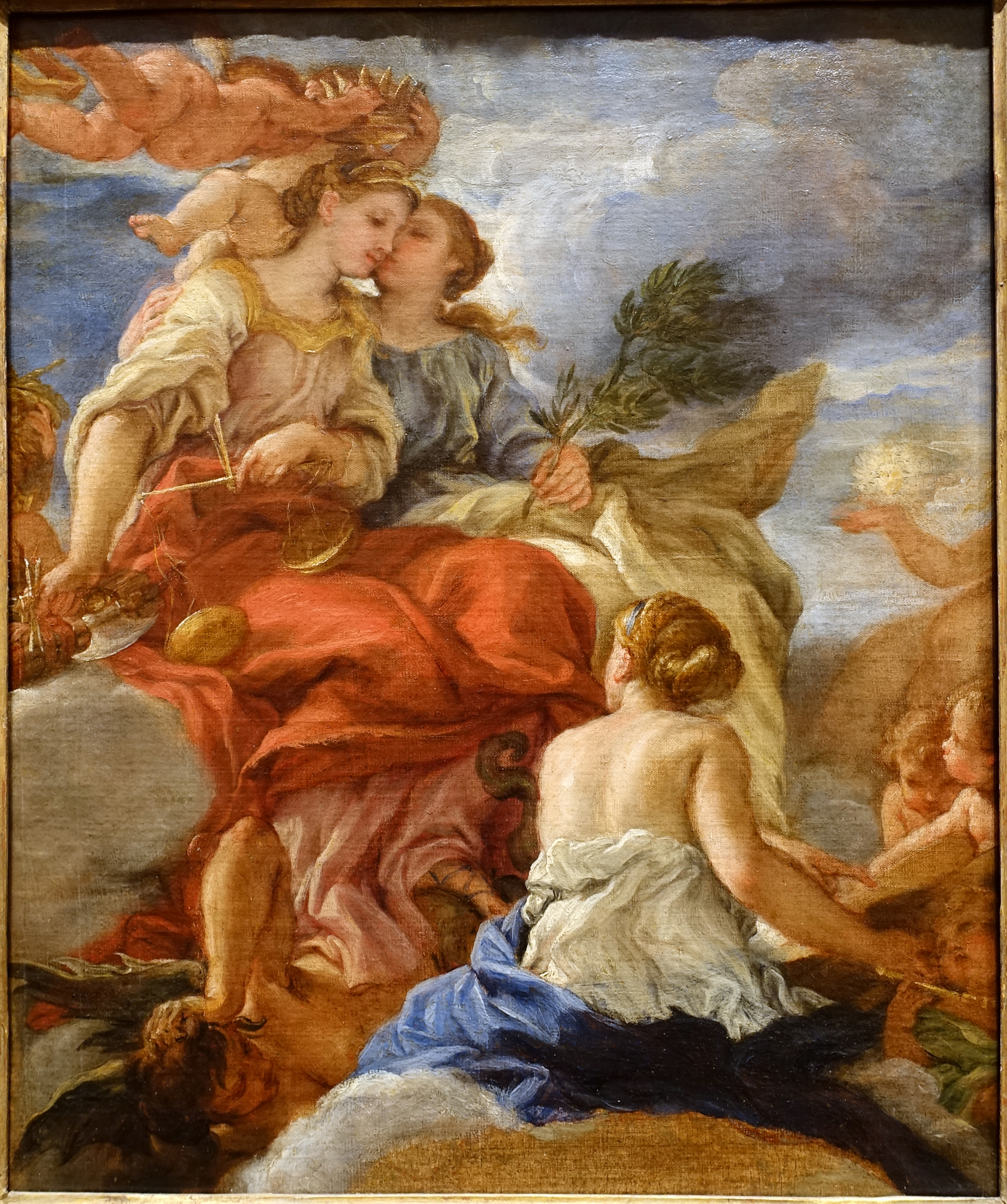
Studie zu Gerechtigkeit, Frieden und Wahrheit in der Kirche Sant’Agnese in Agone, Rom, ca. 1666–1672, Öl auf Leinwand (Blanton Museum of Art, Austin, Texas)
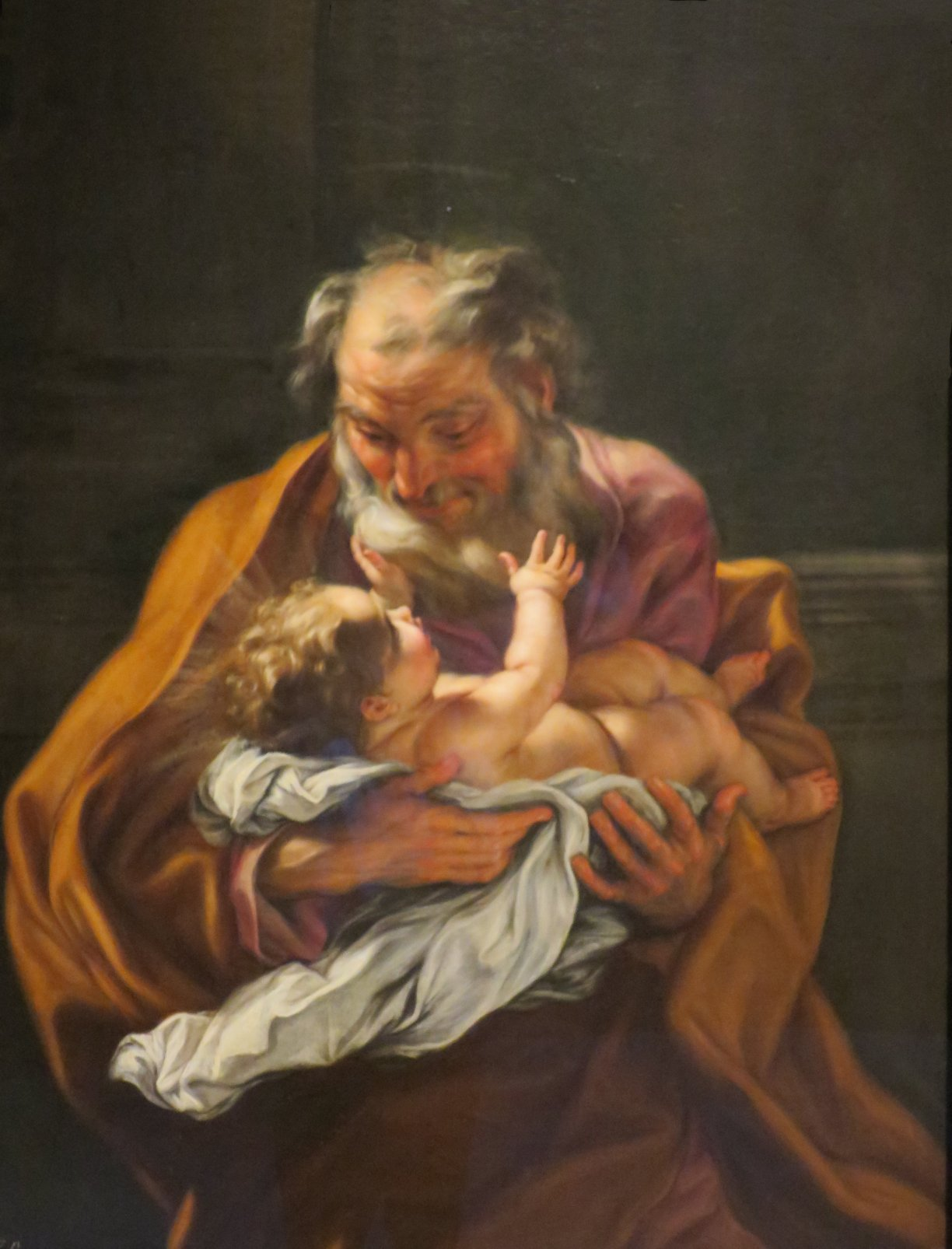
Der heilige Joseph und das Jesuskind (Norton Simon Museum)
Santa Francesca Romana verteilt Almosen, 1675 (Getty Museum, Los Angeles)
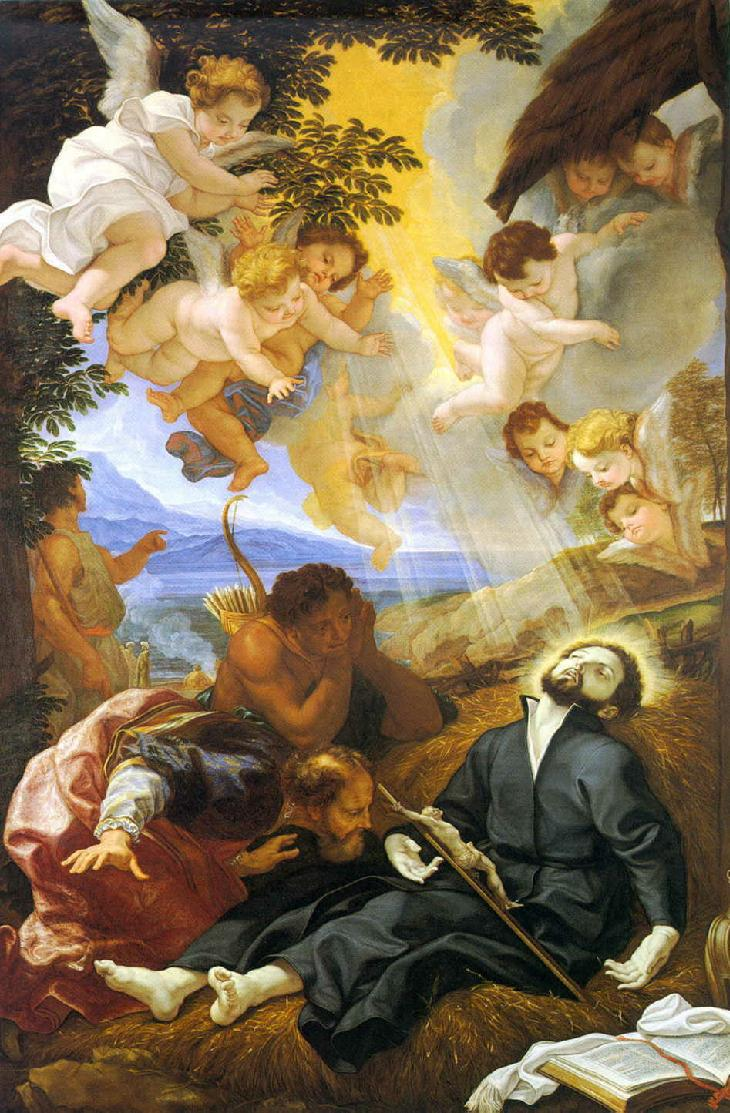
Der sterbende hl. Franz Xaver in Sancian, Öl auf Leinwand, 296 × 197 cm (Augustinerkirche San Venanzio, Ascoli Piceno)
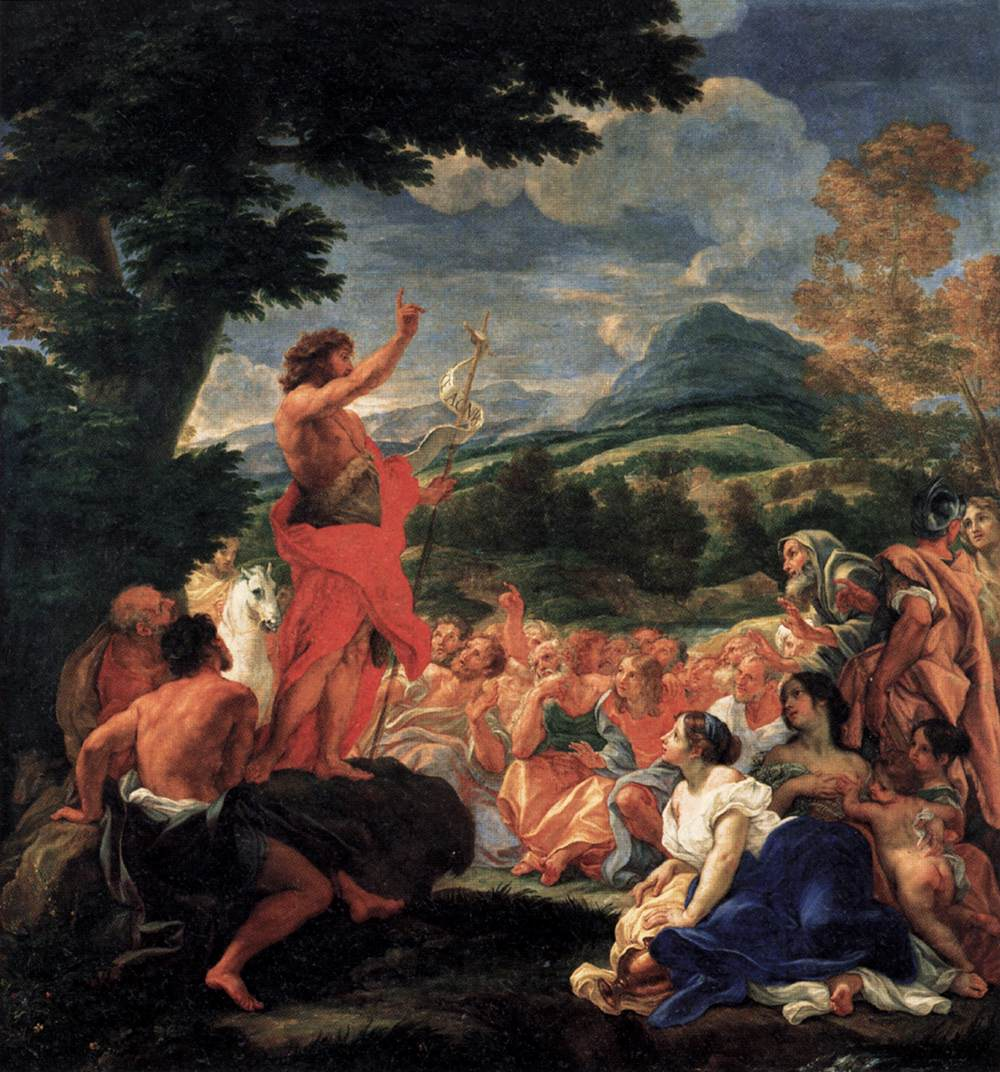
Predigt Johannes d. Täufers, vor 1695 (Louvre, Paris)
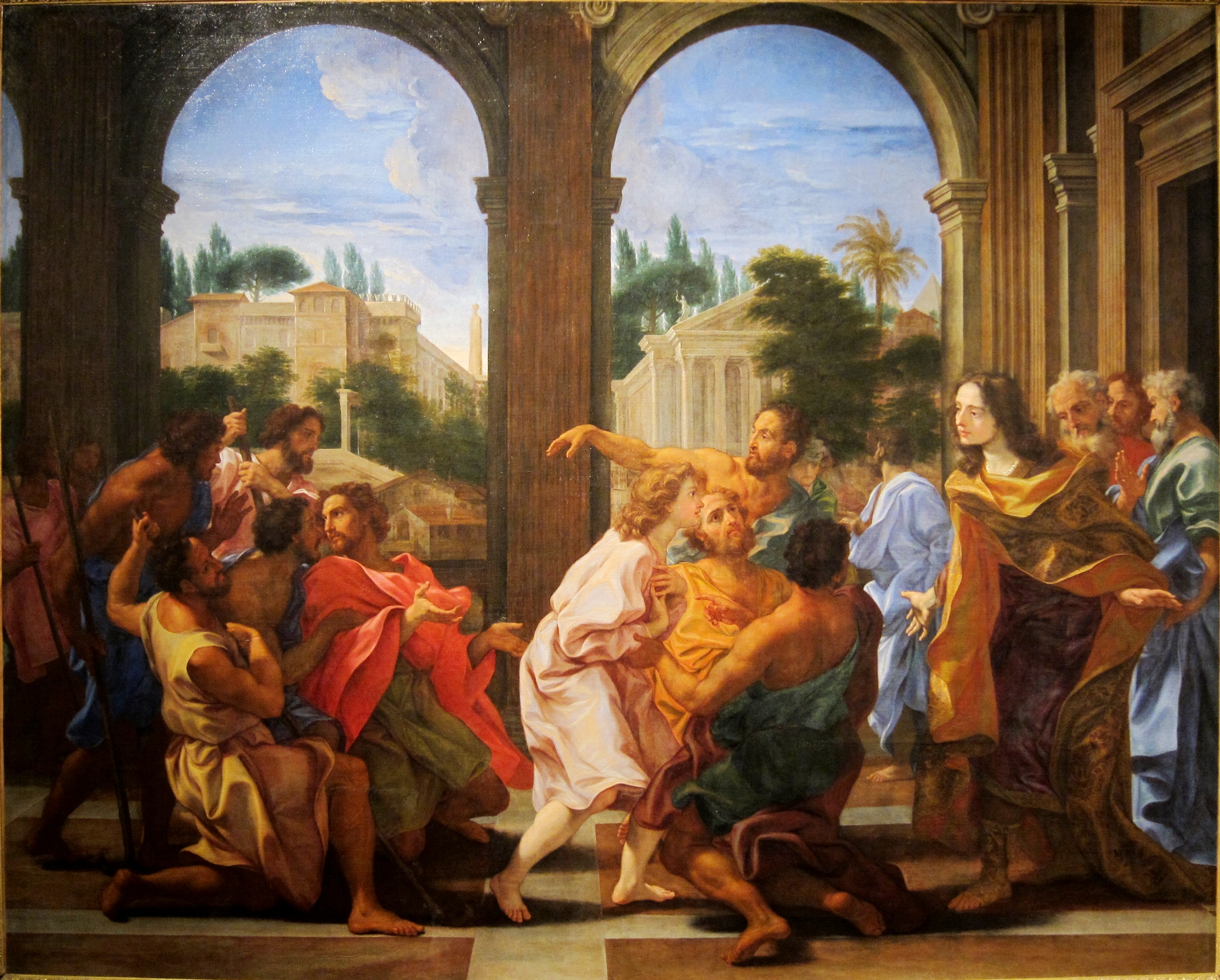
Joseph wird von seinen Brüdern erkannt (Musée Fesch, Ajaccio, Korsika)
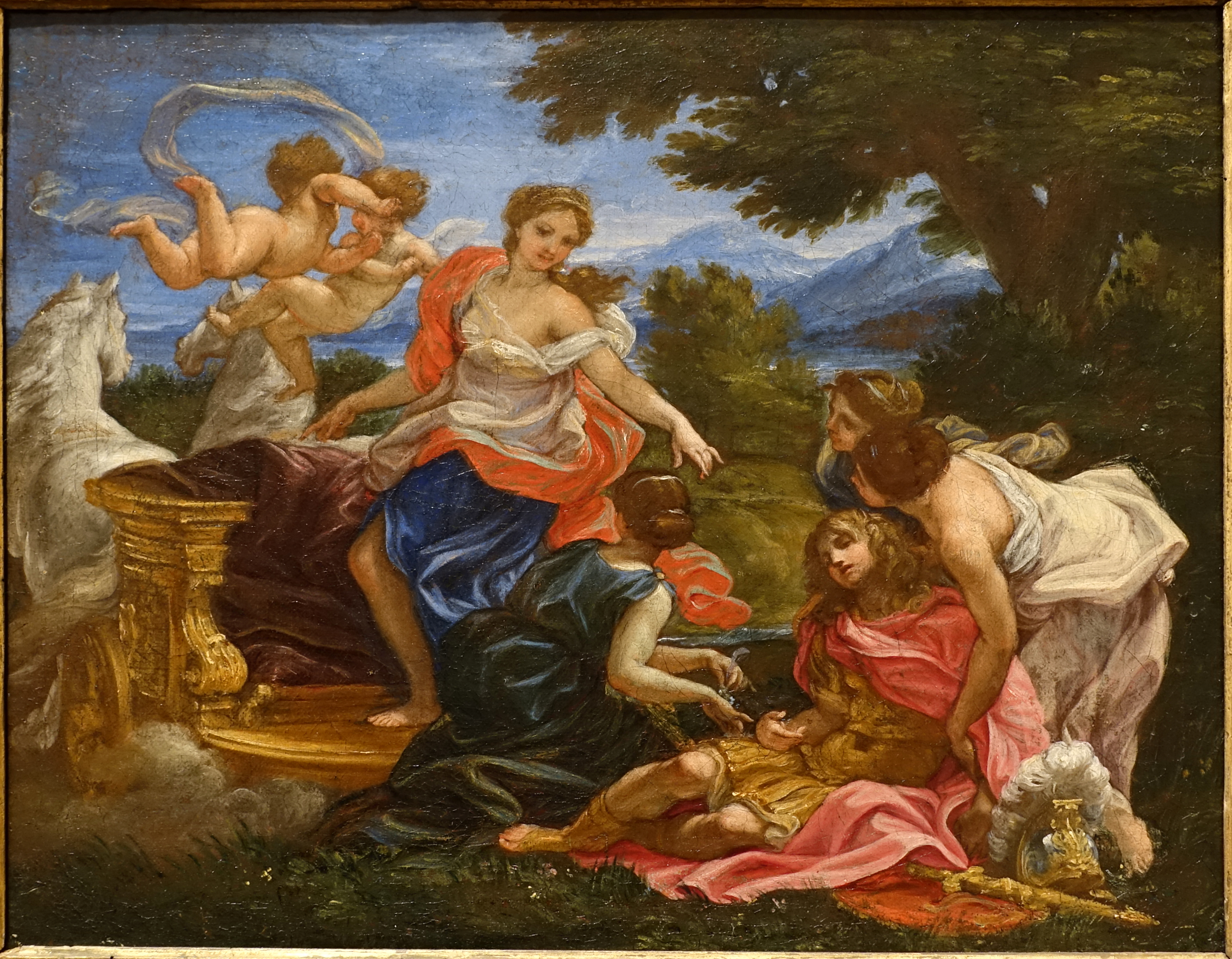
Rinaldo and Armida, ca. 1680–1685 (Blanton Museum of Art, Austin, Texas)

## Werke (Auswahl)

### Fresken
- Die Tugenden, 1666 und 1671, Fresken in Sant’Agnese in Agone, Rom
- Glorie der hl. Dreifaltigkeit, um 1671–72, Cappella Altieri in Santa Maria sopra Minerva, Rom
- Glorie der hl. Martha, um 1672, Santa Marta al Collegio Romano, Rom
- Fresken in Il Gesù, Rom:
  - Das Paradies (Kuppel), 1675
  - Triumph des Namens Jesu (Gewölbefresko im Hauptschiff), 1679 (Bozzetto in der Galleria Spada, Rom)
  - Glorie des mystischen Lamms (Fresko der Tribuna) und Engelskonzert (über Hauptaltar), 1683
  - Glorie des hl. Ignatius (Gewölbe im linken Querschiff), 1685 (Bozzetto in der Galleria nazionale d'arte antica, Rom)
- Christus in Glorie empfängt hl. Franziskaner, 1707, Deckenfresken in der Kirche SS. Apostoli, Rom

### Porträts
- Papst Alexander VII., ca. 1666–67, ehemals Sammlung Messinger, München
- Mario Chigi, ca. 1666–67, ehemals Sammlung Messinger, München
- Paluzzo Paluzzi degli Altieri, ca. 1666, Kunsthalle, Karlsruhe, 1666
- Louis de Vendôme, 1667–69, Museo nazionale di Capodimonte, Neapel
- Leopoldo de' Medici, ca. 1667, Galleria degli Uffizi, Florenz
- Papst Clemens IX., 1667. Zwei Fassungen: Galleria nazionale di arte antica, Rom; und eigenhändige Replik im Palazzo Chigi, Ariccia
- Selbstporträt, um 1667–68, Galleria degli Uffizi, Florenz
- Bildnis eines Unbekannten, um 1667–68, Palazzo Bianco, Genua
- Porträt Gian Lorenzo Berninis, um 1673 (?), Galleria nazionale d'arte antica, Rom
- Porträts der Päpste
  - Clemens X.
  - Innozenz XI.
  - Alexander VIII.
  - Innozenz XII.
  - Clemens XI.

### Andere Ölgemälde
- Madonna mit den Hl. Rochus und Antonio Abate, um 1660–61, San Rocco (Sakristei), Rom
- Himmelfahrt Mariä, 1667, Collezione Crespi, São Paulo (Brasilien)
- Diana und Endymion, 1668, Palazzo Chigi, Rom
- Der tote Christus, Galleria nazionale d'arte antica, Rom
- Ruhe auf der Flucht nach Ägypten, 1669, Galleria nazionale di arte antica, Rom
- Der selige Giovanni Chigi, um 1672, Palazzo Chigi, Ariccia
- Hl. Luigi Bertrand, um 1671–72, Santa Maria sopra Minerva, Rom
- Der hl. Johannes der Täufer, San Nicola da Tolentino, Rom
- Anbetung der Hirten, Santa Maria del Carmine, Fermo
- Anbetung der Hirten, Galleria nazionale di Palazzo Spinola, Genua
- Christus und die Samariterin, um 1675, Galleria Spada, Rom commissionato da monsignor
- Kruzifix, 1675–77, Collegiata di Lanuvio
- Madonna mit Kind und der hl. Anna, 1675, Cappella Albertoni in San Francesco a Ripa, Rom
- Johannes der Täufer, um 1676, Öl auf Leinwand, 184 × 119 cm, Manchester Art Gallery
- Tod des hl. Franz Xaver, 1676, Sant’Andrea al Quirinale (erste Kapelle rechts)
- Quo vadis, Domine?, um 1677, Privatsammlung, Genua
- Schutzengel, um 1680, Collezione Costa, Genua
- Die drei Marien am Grabe Christi, vor 1684–85, Fitzwilliam Museum, Cambridge,
- Christus im Hause des Simon, vor 1684–85, Burghley House, Stanford Graf
- Tod des Adonis, um 1685, Museo de Arte, Ponce (Puerto Rico)
- Maria Immacolata mit den Hl. Franziskus und Clara, 1680–86, Santa Margherita in Trastevere, Rom
- Opfer des Noah und Anbetung des goldenen Kalbs, um 1685, Collezione Gasparrini, Rom
- Opfer des Isaak und Danksagung des Noah, um 1685, Museum, Atlanta
- Die Enthaltsamkeit des Scipio, 1687–88, Palazzo Doria (via Garibaldi), Genua
- Madonna mit der Schlange, Sammlung Denis Mahon
- Christus, die Jungfrau und der hl. Nikolaus von Bari, 1697–98, Cappella Torre in Santa Maria Maddalena
- Geburt des Täufers, um 1698, Kapelle des Kardinal Paluzzo degli Altieri in Santa Maria in Campitelli, Rom
- Madonna mit Kind und dem hl. Antonius von Padua, 1697, (urspr. für die SS. Annunziata in Imperia Porto Maurizio) Oratorio della SS. Trinità al Monte Calvario, Imperia (?)
- Schutzengel, Collezione Modestini, Rom
- Konversion des hl. Paulus, um 1700, Gemeindekirche (chiesa parrocchiale) von Fiastra (Marche)
- Der hl. Franz Xaver tauft die Königin von Bungo (1704) und Predigt des hl. Franz Xaver (1709), Cappella di Francesco Saverio, Sant‘ Andrea al Quirinale, Rom
- San Giuliano, 1705–06, (urspr. für die Kirche San Teodoro, Rom) Palazzo Doria di Fassolo, Genua

## Einzelanmerkungen
1. ↑  Siehe Übersetzungen im wiktionary, auf wordbueno, educalingo und im italian-english-dictionary. Im Gegensatz dazu behauptet die Website „name-doctor“, dass es sich bloß um eine Koseform des Doppelnamens Giovanni Battista handele (siehe hier) (Abruf am 7. Mai 2021)
2. 1 2 3 4 5 6 7 8 9 10 11 12 13 14 15 16 17 18 19 20 21 22 23 24 25 26 27 28 29 30 31 32 33 34 35 36 37 38 39 40  Massimo Bartoletti: Gaulli, Giovanni Battista, detto il Baciccia (Baciccio), in: Dizionario Biografico degli Italiani, Volume 52, 1999, online auf Treccani (italienisch; Abruf am 4. Mai 2021)
3. 1 2 3 4 5 6  Baciccio, Giovanni Battista (auch Baciccia, eigtl. Gaulli), in: Lexikon der Kunst, Bd. 1, Karl Müller Verlag, Erlangen 1994, S. 339 f
4. 1 2 3  Gaulli, Giovanni Battista. In: Ulrich Thieme (Hrsg.): Allgemeines Lexikon der Bildenden Künstler von der Antike bis zur Gegenwart. Begründet von Ulrich Thieme und Felix Becker. Band 13: Gaab–Gibus. E. A. Seemann, Leipzig 1920, S. 276 (Textarchiv – Internet Archive). Hier: S. 277
5. ↑  Achille Bertini-Calosso, Alceste Bisi-Gaudenzi: Baciccio, Giovanni Battista Gaulli detto il, in: Enciclopedia Italiana, 1930 (online auf Treccani, italienisch, Abruf am 4. Mai 2021)

| Personendaten    | Personendaten                                |
| ---------------- | -------------------------------------------- |
| NAME             | Gaulli, Giovanni Battista                    |
| ALTERNATIVNAMEN  | Baciccia; il Baciccia; Baciccio; il Baciccio |
| KURZBESCHREIBUNG | italienischer Maler des Barock               |
| GEBURTSDATUM     | 8. Mai 1639                                  |
| GEBURTSORT       | Genua                                        |
| STERBEDATUM      | 2. April 1709                                |
| STERBEORT        | Rom                                          |